# محمد أحمد (لاعب كرة قدم مواليد 1988)
محمد أحمد (3 يناير 1988) لاعب كرة قدم باكستاني يلعب حاليا لصالح نادي كي أر إل الباكستاني في مركز قلب الدفاع من 2015.

## روابط خارجية
- محمد أحمد على موقع ناشيونال فوتبول تيمز (الإنجليزية)
- محمد أحمد على موقع GSA (الإنجليزية)